# Funkhöhenmesser

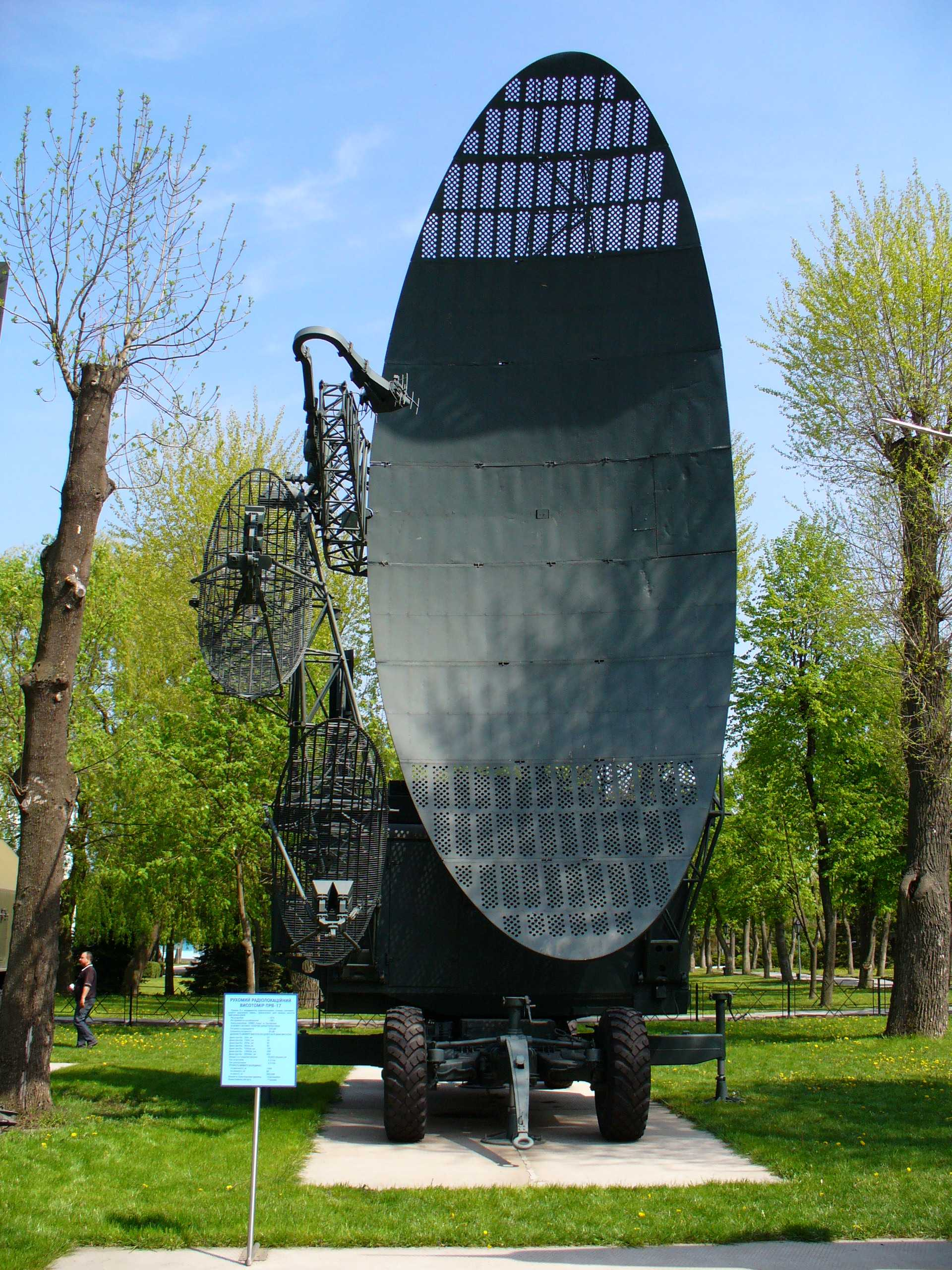
UdSSR-FLARak-Radarhöhenmesser PRW-17

Ein Funkhöhenmesser oder Radarhöhenmesser ist ein spezialisiertes meist bodengestütztes Radargerät zur zweidimensionalen Koordinatenmessung Höhenwinkel und Entfernung und der daraus abgeleiteten Höhe der georteten Objekte. Oft werden sie auch mit dem Trivialnamen „Höhenfinder“ benannt, der eine unkorrekte Übersetzung der englischen Bezeichnung Height-Finder ist. Funkhöhenmesser wurden zur Erfassung der Flughöhe von Flugobjekten Radarführungs-, Waffenleit- sowie FLARak- Systemen eingesetzt.

Prinzip eines Range-Height-Indikators (RHI-scope) eines Funkhöhenmessers

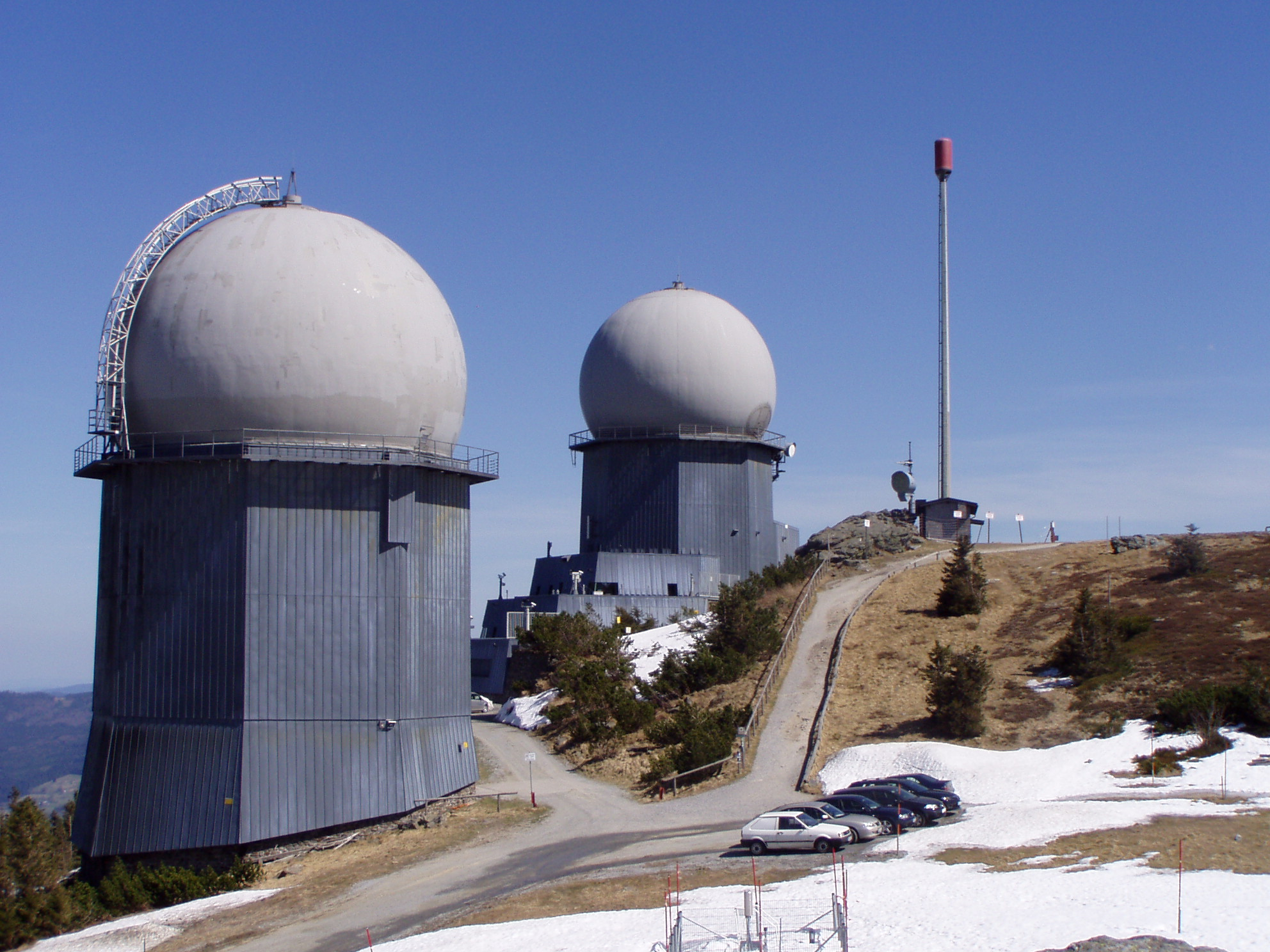
Radomstellungen auf dem Großen Arber

Zur Abwehr feindlicher Flugzeuge ist neben deren geografischen Position auch die Kenntnis der genauen Flughöhe wichtig. Es arbeiteten meist zwei Radargeräte als Paar: ein Rundsuchradar (mit Panorama-Bildschirm) gekoppelt mit einem Funkhöhenmesser (mit RHI-Scope), deren Sichtgeräte meist übereinander aufgebaut wurden. Die Antenne eines Funkhöhenmesser wird in einem eingestellten Seitenwinkel im Takt von 1 bis 2 Sekunden mechanisch nach oben und nach unten geschwenkt. Das Antennendiagramm ist ein liegendes Fächer-Diagramm mit einer horizontalen Strahlbreite etwa 3 bis 5° und einer sehr schmalen vertikalen Strahlbreite von weniger als einem Grad. Das Rundsichtradar ermöglichte einen landkartenähnlichen Überblick rund um die Radarstellung, der Funkhöhenmesser wurde im Seitenwinkel auf ein bestimmtes Ziel gerichtet und konnte dessen Höhenwinkel und die exakte Flughöhe messen. Nachteilig war, dass der Funkhöhenmesser per Handkurbel in einen gegebenen Seitenwinkel ausgerichtet werden musste. Die Messung aller drei Koordinaten (Seitenwinkel, Entfernung, Höhe) eines Zieles war somit sehr zeitaufwändig. An Radargeräte mit sehr großer Reichweite, wie zum Beispiel Kabina 66, konnten auch mehrere Funkhöhenmesser vom Typ PRW-13 oder PRW-17 gekoppelt werden.
Mit den überwiegend als multifunktionales 3D-Radar arbeitenden modernen Geräten verlor der Funkhöhenmesser seine Bedeutung. Diese Entwicklung ist auf der Radarstellung der NATO auf dem Großen Arber schön zu erkennen: In dem vorderen Radom befand sich früher ein Funkhöhenmesser AN/FPS-6, in dem hinteren das Rundsichtradar. Nach der Installation des 3D-Radars RRP 117 wurde der Funkhöhenmesser überflüssig, das Radom wird seitdem zweckentfremdet genutzt.